# Olli-Pekka Kallasvuo
Olli-Pekka Kallasvuo (* 13. července 1953, Lavia, Finsko) je finský manažer. Působil jako prezident a výkonný ředitel firmy Nokia a předseda představenstva Nokia Siemens Networks, dceřiného podniku společností Nokia a Siemens AG. Vzděláním je právník (titul LL.M. z Helsinské univerzity).